# Palistla
Palistla (Palistela) ist eine osttimoresische Aldeia im Suco Gugleur (Verwaltungsamt Maubara, Gemeinde Liquiçá). 2015 lebten in der Aldeia 264 Menschen.

## Geographie
Palistla liegt im Nordwesten des Sucos Gugleur. Nördlich befindet sich die Aldeia Dair, nordöstlich die Aldeia Cai-Cassa, östlich die Aldeia Lautecas und südlich die Aldeia Vatumori. Im Westen grenzt Palitla an den Suco Vatuboro. Die Mitte der Aldeia wird von Norden nach Süden vom Bergrücken des Foho Sesrai (546 m) durchzogen. Westlich des Berges bildet der Fluss Baulu die Grenze zu Vatuboro. Östlich liegt das Tal von dessen Nebenfluss, des Paroho. Auf dem Berg befindet sich das Dorf Palistla.

## Politik
2023 wurde Antoninho do Santos zum Chefe de Aldeia gewählt.